# Josep Amat i Girbau
Josep Amat i Girbau (Barcelona, 1940) és un científic català, especialista en robòtica.

## Biografia
Fill del pintor Josep Amat i Pagès. És doctor en enginyeria industrial per la Universitat Politècnica de Catalunya, on és catedràtic d'Arquitectura i Tecnologia de Computadors des del 1983. És membre de la Secció de Ciències i Tecnologia de l'Institut d'Estudis Catalans des del 1990 i de la Reial Acadèmia de Ciències i Arts de Barcelona des de 2000. Des de 1991 al 2006 és Invited Professor al MIT (EUA).
Des del 2010 és professor Emèrit de la UPC. El 15 de desembre de 2022 la Universitat de Girona (UdG) li va concedir ahir el títol de doctor honoris causa.

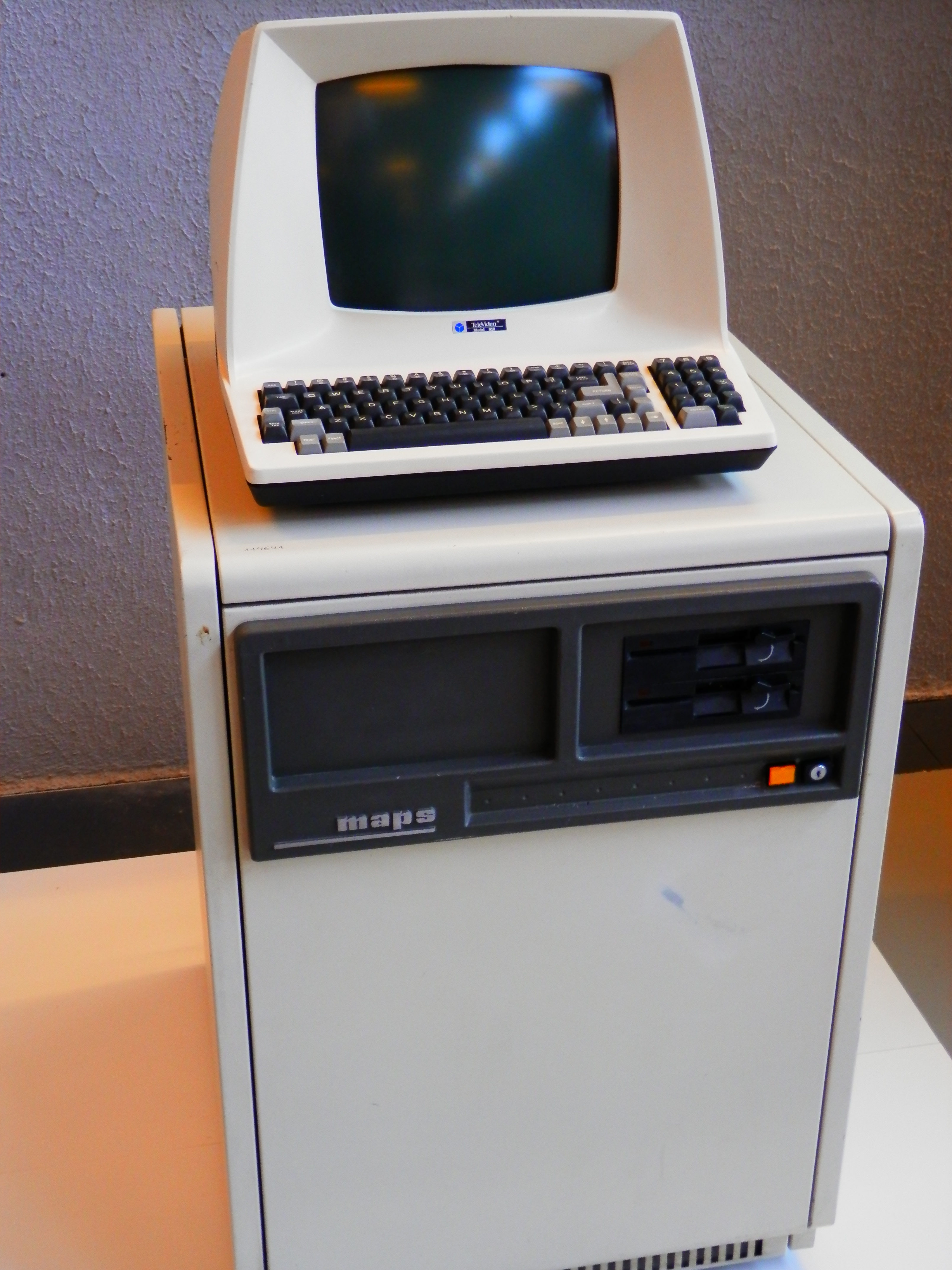
Ordinador de la marca Maps, fabricat l'any 1978, desenvolupat per tres enginyers, un dels quals fou Josep Amat. (Museu de la Ciència i la Tècnica de Catalunya)

La seva recerca s'ha centrat en el tractament digital del senyal i la visió per ordinador, especialment en les seves aplicacions en el camp de la robòtica. Actualment, desenvolupa diferents projectes de recerca en el camp de la robòtica submarina, la robòtica aplicada a la cirurgia i el guiat dels robots mòbils a l'Institut de Robòtica i Informàtica Industrial de la UPC. Des del 1995 orienta la seva recerca bàsicament en el camp de la robòtica quirúrgica. També ha participat en política com a regidor de Sant Feliu de Guíxols per CiU entre 1999 i 2007.
Poden considerar-se com a fites més rellevants aconseguides, la identificació i discriminació del senyal del radar marí (1974), la comunicació persona-ordinador amb la mirada (1987) o haver aplicat el control robotitzat al guiat de la càmera en cirurgia laparoscòpica (1996).
Ha rebut la medalla Narcís Monturiol de la Generalitat de Catalunya (1990), el Premi Internacional de Ciència i Tecnologia de Barcelona el 1992, el Premi a la Creativitat del Col·legi d'Enginyers Industrials de Catalunya (1995), el Premi de la Fundació Catalana per a la Recerca (1995), el Premi Ciutat de Barcelona (1996), el Premi d'Honor Lluís Carulla (1998), la Medalla d'Honor a la Creativitat de la Fundación García Cabrerizo (2008) i la Creu de Sant Jordi (2020).

## Obres
- Robótica industrial (1986)
- Technology Advances and Aids for Disabilities (1998)
- Vers la Robòtica intel·ligent (2000)
- Evolución de la ingeniería en el sector de la Automática y la Robótica (2001)
- Robotics and Automation in the Maritime Industries (2006)
- La robòtica aplicada a la Medicina (2008)
- Los robots del futuro, dins la col·lecció Un paseo por el Cosmos de RBA (2017)